# Yousuf Badawy Sayed
Yousuf Badawy Sayed (* 7. Februar 2002) ist ein ägyptischer Leichtathlet, der sich auf den 110-Meter-Hürdenlauf spezialisiert hat und aktuell Inhaber des Landesrekordes ist.

## Sportliche Laufbahn
Erste internationale Erfahrungen sammelte Yousuf Badawy Sayed im Jahr 2021, als er bei den U20-Weltmeisterschaften in Nairobi das Halbfinale über 110 m Hürden erreichte, dort aber sein Rennen nicht beenden konnte. Im Jahr darauf belegte er bei den Afrikameisterschaften in Port Louis in 14,15 s den achten Platz. Kurz darauf verpasste er bei den Mittelmeerspielen in Oran mit 14,19 s den Finaleinzug. 2023 gewann er bei den Arabischen Meisterschaften in Marrakesch in 13,77 s die Bronzemedaille hinter dem Kuwaiter Yaqoub Mohamed al-Youha und Mohamed Koussi aus Marokko. Im Jahr darauf gewann er bei den Afrikaspielen in Accra in 13,83 s die Bronzemedaille hinter dem Senegalesen Louis François Mendy und Amine Bouanani aus Algerien. Im Juni gewann er bei den Afrikameisterschaften in Douala in 13,79 s ebenfalls die Bronzemedaille hinter Mendy und Bouanani. 2025 kam er bei den Hallenweltmeisterschaften in Nanjing mit 7,99 s im Vorlauf über 60 m Hürden aus. Im Mai siegte er bei den Arabischen Meisterschaften in Oran mit neuem Meisterschafts- und Landesrekord von 13,48 s über 110 m Hürden. Anschließend kam er bei den World University Games in Bochum mit 13,90 s nicht über den Vorlauf hinaus.
In den Jahren 2022, 2024 und 2025 wurde Badawy Sayed ägyptischer Meister im 110-Meter-Hürdenlauf.

## Persönliche Bestleistungen
- 110 m Hürden: 13,48 s (−0,2 m/s), 1. Mai 2025 in Oran (ägyptischer Rekord)
  - 60 m Hürden (Halle): 7,71 s, 7. Februar 2025 in Karlsruhe (ägyptischer Rekord)